# Estación de Hospitalet/Rambla Just Oliveras
La estación de Hospitalet (L'Hospitalet de Llobregat oficialmente y en catalán) pertenece a las líneas R1, R3, R4 de Rodalies de Catalunya, y Rambla Just Oliveras es una estación de la línea 1 del Metro de Barcelona. Juntas forman un intercambiador multimodal situado en el cruce de la rambla Just Oliveras con la avenida Josep Tarradellas en Hospitalet de Llobregat.
La estación de Hospitalet es cabecera de las líneas R3 y de parte de los servicios de la R1.
Es la estación central de Hospitalet de Llobregat, aunque no la única, pues hay en el municipio otras diecinueve estaciones de metro, otra estación de cercanías en el barrio de Bellvitge y cinco estaciones de FGC.
La estación de cercanías está ubicada en superficie paralela a la avenida de Josep Tarradellas y tiene una playa de vías importante al ser cabecera de varias líneas. La estación de metro es subterránea y enfila hacia la rambla Just Oliveras.
Existe la estación de metro desde 1987 con la ampliación de la línea 1 hasta Avinguda Carrilet, momento en que cuajó el intercambiador actual. La estación de cercanías es más antigua, existe desde que se construyó la línea de Villafranca en el siglo XIX, si bien funciona como estación de cercanías desde que se creó la red, mucho más recientemente.
| << cabecera                                              | < estación        | línea | estación >            | cabecera >>                                                                                 |
| -------------------------------------------------------- | ----------------- | ----- | --------------------- | ------------------------------------------------------------------------------------------- |
| Metro                                                    |                   |       |                       |                                                                                             |
| Hospital de Bellvitge                                    | Avinguda Carrilet |       | Can Serra             | Fondo                                                                                       |
| Rodalies de Catalunya                                    |                   |       |                       |                                                                                             |
| Molins de Rey                                            | Cornellá          |       | Sants Torrassa (2022) | Mataró Arenys de Mar Calella Blanes Massanet-Massanas                                       |
| terminal                                                 |                   |       | Sants Torrassa (2022) | Mataró Arenys de Mar Calella Blanes Massanet-Massanas                                       |
| terminal                                                 | terminal          |       | Sants Torrassa (2022) | Granollers-Canovellas La Garriga Vich Ripoll / Ribas de Freser Puigcerdá / Latour-de-Carol1 |
| San Vicente de Calders Villafranca del Panadés Martorell | Cornellá          |       | Sants Torrassa (2022) | Tarrasa Manresa                                                                             |
| terminal                                                 |                   |       | Sants Torrassa (2022) | Tarrasa Manresa                                                                             |
| terminal                                                 | terminal          |       | Sants Torrassa (2022) | Figueras Port-Bou                                                                           |
| 1. Regionales cadenciados                                |                   |       |                       |                                                                                             |